# Haytham Shoja’aadin

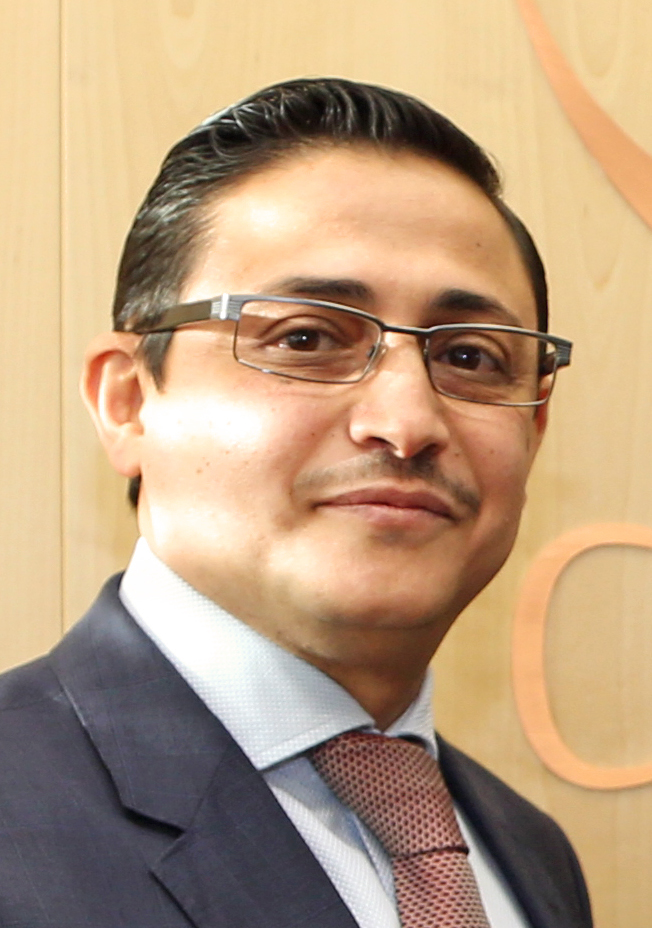
Haytham Shoja’aadin (2017)

Haytham Abdulmomen Hassan Shoja’aadin (arabisch هيثم عبد المؤمن شجاع الدين, DMG Haiṯam ʿAbd al-Muʾmin Šuǧāʿ ad-Dīn) ist ein jemenitischer Diplomat. Seit 2017 ist er Botschafter der Republik Jemen in Österreich, Kroatien, der Slowakei und Slowenien, sowie Ständiger Vertreter bei den Vereinten Nationen und internationalen Organisationen in Wien.

## Leben
Shoja’aadin arbeitete zunächst bis 2001 als Referent im Büro des jemenitischen Außenministers in Sanaa. Anschließend war er von 2001 bis 2007 als Botschaftsrat an die Botschaft in den Niederlanden entsandt und übernahm nach seiner Rückkehr nach Sanaa die Leitung des Niederlandereferats in der Europaabteilung des jemenitischen Außenministeriums. 2010 wurde er zum Leiter der Europaabteilung befördert. 2012 folgte die zweite Auslandsverwendung in der Botschaft in Rom, zunächst als Leiter der Abteilung für Wirtschaft und Handel sowie stellvertretender Ständiger Vertreter Jemens bei der Ernährungs- und Landwirtschaftsorganisation der Vereinten Nationen (FAO), dann als Geschäftsträger und Ständiger Vertreter bei der FAO (2013–2016).
Im Januar 2017 wurde er vom jemenitischen Präsidenten Abed Rabbo Mansur Hadi zum außerordentlichen und bevollmächtigten Botschafter der Republik Jemen in Österreich und Ständigen Vertreter bei den Vereinten Nationen und internationalen Organisationen in Wien ernannt. Es folgten weitere Akkreditierungen als nicht ansässiger Botschafter in der Slowakei (Juni 2017), in Slowenien (Juli 2017), und Kroatien (Oktober 2017).